# Pascal Weitmann
Pascal Weitmann (* 1960 in Nürnberg) ist ein deutscher Klassischer Archäologe.

## Leben
Pascal Weitmann studierte Philosophie, Klassische Archäologie, Kunstgeschichte und evangelische Theologie in Göttingen und Tübingen. Er erlangte seinen Magister im Fach Philosophie und wurde 1994 an der Universität Tübingen in Klassischer Archäologie promoviert. Im Jahre 1994 war er Assistent für Theorie der Künste und Ästhetik an der Hochschule der Künste in Berlin. Während der ersten Förderphase 2005 bis 2008 war er Mitarbeiter des Berliner Sonderforschungsbereiches 644 „Transformationen der Antike“, dessen Unterprojekt „Das Beispiel der Berliner Museumsinsel 1830–1930“ für das Teilprojekt A 9 „Zentrum und Provinz: Kulturkonstruktionen als Transformationen der Antikevorstellung im 19. Jahrhundert“ er bearbeitete. Er habilitierte sich 2010 an der Universität Kiel und ist seitdem dort Privatdozent für Klassische Archäologie. Von Januar 2018 an war Weitmann wissenschaftlicher Mitarbeiter am Forschungszentrum Gotha der Universität Erfurt für das Projekt NUMiD, Teilprojekt „Die Geschichte der universitären Münzsammlungen in Deutschland“.

## Schriften (Auswahl)
- Sukzession und Gegenwart. Zu theoretischen Äußerungen über bildende Künste und Musik von Basileios bis Hrabanus Maurus (= Spätantike – frühes Christentum – Byzanz. Kunst im ersten Jahrtausend. Reihe B. Studien und Perspektiven. Band 2). Reichert, Wiesbaden 1997, ISBN 3-88226-954-5 (zugleich Dissertation, Tübingen 1994).
- Picassos Keramik und die Antike (= Kataloge und Schriften des Archäologischen Museums der Martin-Luther-Universität. Band 3). Beier & Beran, Langenweißbach 2010, ISBN 978-3-941171-44-2.
- Klassische Antike in den Berliner Museen 1797–1930. Exempla für Kunst, Kommerz, Wissenschaft und Weltgeschichtsbild. Lang, Frankfurt am Main/Berlin/Bern 2011, ISBN 3-631-60570-6.
- Technik als Kunst. Automaten in der griechisch-römischen Antike und deren Rezeption in der frühen Neuzeit als Ideal der Kunst oder Modell für Philosophie und Wirtschaft. Wasmuth, Tübingen/Berlin 2011, ISBN 978-3-8030-1061-2 (zugleich Habilitationsschrift Kiel 2010, Inhaltsverzeichnis).
- Wider den digitalen Götzendienst. Kritische Anmerkungen zum modischen Verhältnis von Kunstwissenschaft und „neuen Medien“ (= Punctum. Abhandlungen aus Kunst & Kultur. Band 24). Scaneg, München 2012, ISBN 978-3-89235-124-5.